# 이코마산조역
이코마산조역(일본어: 生駒山上駅)은 일본 나라현 이코마시에 위치한 긴키 닛폰 철도 이코마강삭 선의 철도역이다. 이 노선의 종점역이기도 하며, 역 번호는 Y 21이며, 단선 승강장 1면 1선의 구조를 갖춘 지상역이다.

## 역사
- 1929년 3월 27일 : 오사카 전기 궤도의 역으로서 개업.
- 1944년 2월 11일 : 산조 선 운행 휴업.
- 1945년 8월 1일 : 산조 선 운행 재개.

## 주변
- 이코마산
- 이코마산조 유원지

## 인접 역
| 긴키 닛폰 철도 이코마강삭 선     | 긴키 닛폰 철도 이코마강삭 선 | 긴키 닛폰 철도 이코마강삭 선 |
| -------------------------------- | ---------------------------- | ---------------------------- |
| Y20 가스미가오카 도리이마에 방면 | Y 이코마강삭 선              | 시·종착역                    |